# Bellevalia kurdistanica
Bellevalia kurdistanica (лат.) — вид однодольных растений рода Бельвалия (Bellevalia) семейства Спаржевые (Asparagaceae). Впервые описан учёной-ботаником Наоми Файнбрун в 1939 году.

## Описание
Луковичный многолетник, достигает 25—35 см в высоту. Луковица 2—3,5 см в диаметре. Листья в числе пяти — шести, самый широкий из них до 17—20 мм шириной, линейной или лентовидной формы, с волнистым реснитчатым краем.
Цветоносные стрелки по 1—2 (редко 3) у каждого растения, уступают по длине листьям, несут многоцветковую кисть до 3,5—5 см длиной (иногда до 12 см). Верхние цветки кисти часто недоразвитые, сиреневого цвета. Цветоножки вскоре загибаются кверху, сиреневые. Околоцветник 9—11 мм длиной, в бутонах белый или сиреневый, затем становится бледно-жёлтым, отгиб листочков продолговато-яйцевидной формы, примерно в два раза короче трубки. Пыльники сиреневые.
Плодоножки утолщённые, 2 см длиной. Коробочка раскрывается тремя створками, 12—13 мм длиной.
Число хромосом — 2n=16.

## Распространение и экология
Встречается от востока Турции до севера Ирака. Типовой экземпляр собран в иле Хаккяри.
Произрастает на каменистых пастбищах по холмам.